# ビーム (物理学)

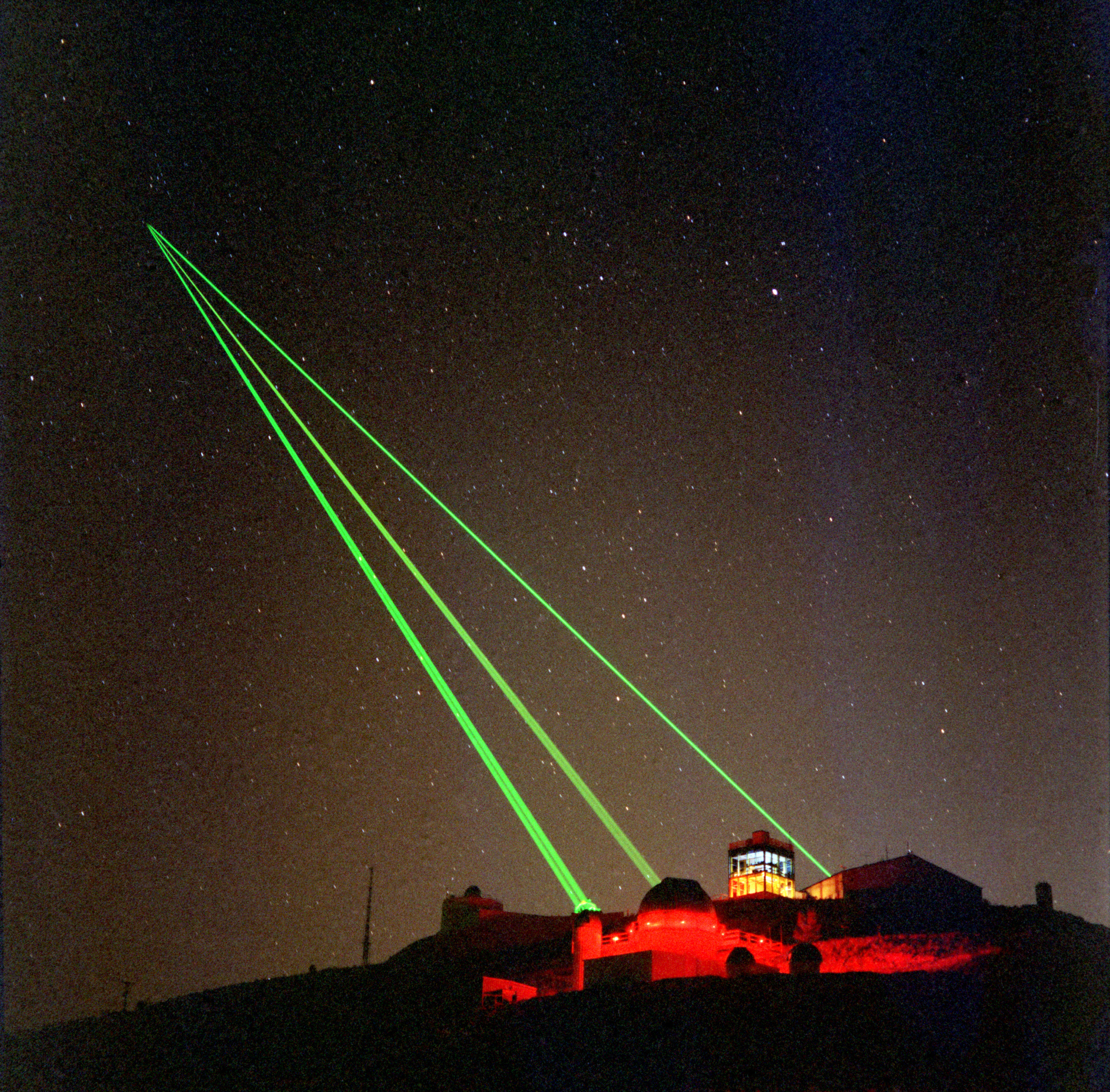
レーザーによる光ビーム

ビーム (beam) は、粒子の集団や、粒子のように振る舞う波長の短い波が、細い流れとなって並進し、互いにはほとんど衝突しないものである。
粒子や波の名前や種類を冠し「〜ビーム」という。「〜線」と訳すこともあるが、ビームとは限らない単なる放射線（ray）の意味にも取れ曖昧なこともある。たとえば、「アルファ線」「ベータ線」「X線」等の「線」は放射線の意味である。
ビーム径とビームの発散角の積をエミッタンスといい、小さいほどビームの質は良い。

## ビームの製法
- 通常の線源から放射される粒子や光はさまざまな方向のものが混ざっているので、それらを平行なビームにする必要がある。その方法は主に2種類ある。
  - レンズや鏡で収束させる。光ビームでよく使われるが、粒子ビームでも磁気レンズや静電レンズ（これらが電子に使われるとき電子レンズという）が使われる。
  - スリットで特定方向の粒子・波を取り出す。線源が点とみなせないほど大きい場合は、2枚のスリットを使うことでビームとなる。
    - このほかに、レーザーのような、当初よりビームを発生させる線源もある。

## ビームの種類
- 粒子ビーム（粒子線）
  - 荷電粒子ビーム - 陽子線、電子線など
  - 中性粒子ビーム - 中性子線など
- 電磁波ビーム - 光ビーム、マイクロ波ビーム、X線ビームなど。製法ではレーザー、放射光など。
- 超音波ビーム

など。